# Enrique Grenald
Enrique Francisco Grenald Hardy (Rio Abajo, 22 marzo 1962) è un ex cestista e allenatore di pallacanestro panamense.
È il fratello di Reggie Grenald.

## Carriera
Con Panama ha disputato i Campionati mondiali del 1986 e tre edizioni dei Campionati americani (1984, 1989, 1992).